# 突尼斯第納爾
第納爾（阿拉伯語：دينار ，貨幣編號：TND）是突尼斯的流通貨幣。輔幣單位米利姆。1第納爾=1000米利姆。

## 流通中的貨幣

### 硬幣
- 5 米利姆
- 10 米利姆
- 20 米利姆
- 50 米利姆
- 100 米利姆
- 200 米利姆
- ½ 第納爾
- 1 第納爾
- 2 第納爾
- 5  第納爾

### 紙幣
- 5 第納爾
  - 正面：汉尼拔、迦太基港口
  - 背面：迦太基船
- 10 第納爾
  - 正面：阿布勒·卡森·亞察比
  - 背面：在突尼斯的馬德沙·巴基亞學校拱門
- 20 第納爾
  - 正面：希華頓·帕夏
  - 背面：突尼斯的沙特奇學院
- 50 第納爾

突尼斯現在使用的紙幣系列。

  - 正面：伊本埃爾·華茲·卡威雲拿、突尼斯的貨幣博物館
  - 背面：突尼斯中央廣場

## 外部連結
- 唐的世界硬币画廊：Tunisia
- 罗恩·怀斯的世界纸币：Tunisia 镜像网站
- 现代金融系统表格－库尔特·舒勒制作：Tunisia 镜像网站
- 环球货币历史：Tunisia
- 《环球金融资料》系列：Tunisia Dinar
- 《环球金融资料》货币历史表格（ 微软试算表格式）